# Апальково (Мценский район)
Апальково — деревня в Мценском районе Орловской области России. Входит в состав Башкатовского сельского поселения.

## География
Деревня находится в северной части Орловской области, в лесостепной зоне, в пределах центральной части Среднерусской возвышенности, к западу от реки Оки, на расстоянии примерно 20 километров (по прямой) к западу-юго-западу (WSW) от города Мценска, административного центра района. Абсолютная высота — 235 метров над уровнем моря.
Климат характеризуется как умеренно континентальный с умеренно морозной зимой и теплым, иногда жарким летом. Средняя многолетняя температура самого холодного месяца — января, составляет −9,4°С, температура самого теплого +19°С.
Часовой пояс
Деревня Апальково, как и вся Орловская область, находится в часовой зоне МСК (московское время). Смещение применяемого времени относительно UTC составляет +3:00.

## Население
| 2002 | 2010 |
| ---- | ---- |
| 80   | ↗99  |

Половой состав
По данным Всероссийской переписи населения 2010 года в гендерной структуре населения мужчины составляли 41,4 %, женщины — соответственно 58,6 %.
Национальный состав
Согласно результатам переписи 2002 года, в национальной структуре населения русские составляли 92 % из 80 чел.

## Инфраструктура
Действуют основная школа и фельдшерско-акушерский пункт.

## Улицы
Уличная сеть деревни состоит из одной улицы (ул. 30 июля).